# Крыловское сельское поселение (Ленинградский район)
Крыловское сельское поселение — муниципальное образование в составе Ленинградского района Краснодарского края России.
В рамках административно-территориального устройства Краснодарского края ему соответствует Крыловский сельский округ.
Административный центр и единственный населённый пункт — станица Крыловская.

## Население
| 2010  | 2012  | 2013  | 2014  | 2015  | 2016  | 2017  |
| ----- | ----- | ----- | ----- | ----- | ----- | ----- |
| 6615  | →6615 | ↗6710 | ↗6806 | ↗6917 | ↗6979 | ↘6972 |
| 2018  | 2019  | 2020  | 2021  | 2023  |       |       |
| ↗6984 | ↗7022 | ↘6977 | ↘5577 | ↘5567 |       |       |